# The Death of Salvador Dali
The Death of Salvador Dali är en kortfilm från 2005, regisserad av Delaney Bishop. Den är 18 minuter lång.

## Rollista
- Dita Von Teese - Gala Dalí
- Salvador Benavides - Salvador Dalí
- Mary Burton - Angela
- Alejandro Cardenas - Luis Buñuel
- Robert Cesario - Sigmund Freud
- Raphael Edwards - Paul Éluard
- Alan Shearman - André Breton